# Peine ou traitement cruel, inhumain ou dégradant
Une peine ou traitement cruel, inhumain ou dégradant est interdite par l'article 5 de la Déclaration universelle des droits de l'homme et par l'article 3 de la Convention européenne des droits de l'homme, au même titre que la torture. S'il s'agit de concepts juridiques distincts, la qualification pénale des faits en tant que ressortant de l'une ou de l'autre de ces catégories est sujette à débats et à variation selon la jurisprudence et les tribunaux.

## Droit international
En 1997, le rapporteur spécial des Nations unies sur la torture a estimé que ne sont pas considérées comme peines ou traitements cruels (…) les « douleurs ou souffrances résultant uniquement de sanctions légitimes, inhérentes à ces sanctions ou occasionnées par elles », notamment la privation de liberté par l'emprisonnement. Cette définition coïncide avec celle de la Convention contre la torture et autres peines ou traitements cruels, inhumains ou dégradants de 1984.
Si, dans certains cas, une peine ou traitement cruel, inhumain ou dégradant n'est pas considérée comme une torture par la jurisprudence (principalement de la Cour européenne des droits de l'homme), la torture est considérée comme une peine ou traitement cruel (…) en droit international. Les notions de torture, peine cruelle, traitement cruel, peine inhumaine, traitement inhumain, peine dégradante, traitement dégradant n'ont pu être distinguées ni définies dans les textes de loi comme en témoigne leur présence simultanée dans les différentes conventions régionales ou internationales (seule la CEDH n'emploie pas le terme cruel, ce qui est considéré comme « de peu d'importance » par Amnesty International).
Par exemple, le Comité du Pacte international relatif aux droits civils et politiques (PIDCP), dans son « observation générale relative à [son] article 7 », a officiellement refusé de définir ou de lister les différents actes de torture et autres peines ou traitements etc. qui y sont déclarés interdits.
Toutefois, en matière de droit international coutumier, des éléments clés de la définition de la torture ont fait l'objet de références officielles : en résumé, elle implique « une douleur ou souffrance aiguës, physique ou mentale », infligées « intentionnellement » par des agents de l'État. La Convention inter-américaine pour la prévention et la répression de la torture en étend la définition aux cas d'« applications de méthodes visant à annuler la personnalité de la victime ou à diminuer sa capacité physique ou mentale, même si ces méthodes et procédés ne causent aucune douleur physique ou angoisse psychique ».
Dans sa jurisprudence, la Cour européenne des droits de l'homme énumère un certain nombre de cas concrets où « torture » et « peine ou traitement cruel, inhumain ou dégradant » se confondent ou se distinguent, développe la notion de « gravité », et précise que « certains actes autrefois qualifiés de "traitements inhumains et dégradants", et non de "torture", pourraient recevoir une qualification différente à l'avenir ».
Le comité international de la Croix-Rouge utilise le terme général de « mauvais traitements » pour couvrir à la fois la torture (qui a un but spécifique, et implique une souffrance ou douleur aiguë intentionnellement infligée) et d’autres pratiques violentes qui sont interdites par le droit international, notamment les traitements inhumains, cruels, humiliants et dégradants (sans but spécifique, ils impliquent un degré élevé de la souffrance ou de la douleur infligée), les outrages à la dignité de la personne (sans but spécifique, ils impliquent un degré élevé d’humiliation ou de dégradation), et la coercition physique ou morale.

## Droit par pays

### États-Unis
Le huitième amendement de la Constitution des États-Unis prévoit une protection contre les peines cruelles et inhabituelles.

### Canada
L'article 12 de la Charte canadienne des droits et libertés protège contre les peines et traitements cruels ou inusités.